# Arrien
Pour les articles homonymes, voir Arrien (homonymie).
Pour l’article ayant un titre homophone, voir Aryen.
Arrien (en latin : Lucius Flavius Arrianus ; en grec : Ἀρριανός) est un écrivain grec de l'époque romaine, né à Nicomédie vers 85, mort après 146. Fidèle d'Hadrien, il assuma de hautes fonctions administratives et militaires au sein de l'Empire romain. À la mort de l'empereur (138), il se retira à Athènes pour se consacrer à l'écriture. Son Anabase d'Alexandre est le récit antique le plus rigoureux que nous ayons des campagnes militaires menées par Alexandre le Grand. Arrien prit le surnom de Xénophon, en hommage à Xénophon, célèbre élève de Socrate. La plupart de ses œuvres portent d'ailleurs des titres d'œuvres de Xénophon (Anabase, Mémorables, Cynégétique...).

## Biographie

### Jeunesse et années de formation
Né à Nicomédie, alors capitale de la province de Bithynie en Asie mineure, Arrien est un homme de culture et de langue grecques. Il vient d'une famille ayant obtenu la citoyenneté romaine peut-être au Ier siècle; ses parents sont des notables, qui ont la citoyenneté romaine. Il étudie le grec et le latin (nécessaire pour qui voulait faire carrière dans l'administration romaine), et suit le cursus classique des études : littérature, grammaire et rhétorique, philosophie. Il s'initie tôt au culte de Déméter et Koré, déesses principales de Nicomédie, dont il est plus tard prêtre.  

### Disciple d'Épictète
Vers 108, il se rend à Nicopolis, ville d'Épire, région du nord-ouest de la Grèce, attiré par la réputation du philosophe stoïcien Épictète. Là, non content de suivre les cours de son maître, il se tourne vers la vie philosophique, comme le montre sans doute le qualificatif de « philosophe » qui est souvent accolé à son nom dans les citations de son œuvre.  Il prend en notes un certain nombre d'enseignements d'Épictète qui seront réunis dans un ouvrage intitulé Entretiens ainsi que dans une sorte de résumé de ce livre, le Manuel, tous deux nous étant parvenus — au complet pour le second, et les quatre premiers livres (sur huit) pour le premier). Arrien se défend toutefois, au début des Entretiens, d'avoir voulu les publier : « [t]el qu’est ce livre (...), il est arrivé, je ne sais comment, devant le public, sans mon consentement et à mon insu. » En outre, nous ne pouvons pas savoir quand Arrien a écrit ces deux livres ; on peut cependant dire que les Entretiens on dû être rédigés avant 140, car nous savons qu'ils étaient connus en Grèce et à Rome vers cette date. Quant au Manuel, il a sans doute été composé après les Entretiens.
En Grèce, il se lie d'amitié avec le futur empereur Hadrien, ce qui favorise son ascension politique.

### Au service de l’Empire romain
Après cette étude de la philosophie, Arrien se lance dans une brillante carrière politique.
Il s'engage en tant qu'officier de cavalerie. Ayant ainsi effectué son service militaire, indispensable pour pouvoir postuler à des responsabilités administratives, il poursuit sa carrière politique sous les règnes de Trajan et Hadrien, devenant proconsul en Bétique (Espagne), peut-être vers 123, puis consul suffect en 129-130. Hadrien (dont il fut l'ami personnel) le nomme par la suite gouverneur de Cappadoce, aux frontières de l'Empire, de 131 à 137. Pour sécuriser la province, proche de l'empire rival des Parthes, et assurer l'influence romaine sur le Pont-Euxin (l'actuelle mer Noire), il dispose de deux légions. En 134, il repousse l'invasion des Alains qui, sous leur roi Pharasurane, avaient attaqué la Médie parthe, puis l'Arménie, enfin la Cappadoce. 
Vers la fin du règne d'Hadrien, il se retire à Athènes et se consacre à l'écriture. Il est archonte éponyme pour l'année 145/46. 
La date de sa mort ne nous est pas connue ; sans doute est-elle survenue durant le règne de Marc Aurèle (161-180) .

## Œuvres
Arrien, dont l'idéal était d'être le « nouveau Xénophon », a laissé une œuvre littéraire riche et abondante, qui témoigne d'un vif intérêt pour l'ethnographie et la géographie (en particulier le Périple du Pont-Euxin et l'annexe de l'Anabase consacrée à l'Inde). Plusieurs de ses livres reprennent les titres de ceux de Xénophon ou contiennent des allusions à l'œuvre de ce dernier. 

### Histoire

Alexandri anabasis, 1575

- Anabase ou Expédition d'Alexandre : description des campagnes militaires d'Alexandre le Grand, en sept livres. Arrien puise sa source dans les Mémoires d'Aristobule et de Ptolémée ; il offre le plus fiable des récits antiques (encore conservés à nos jours) de la conquête de l'Asie[7],[8].

- Indica : servant de livre VIII à l’Anabase, rédigé en dialecte ionien (le dialecte d'Hérodote), il est en partie inspiré du récit de Néarque et de la Géographie de Strabon, ainsi que du récit que fit l'ambassadeur Mégasthène à la cour de l'empire de Chandragupta Maurya. L'étude de Mégasthène, richement documentée et fournissant des données uniques sur l'histoire de l'Inde, nous est connue principalement par son résumé dans l’Indica.  — voir 8° livre de l'Anabase. L'Inde, trad. P. Chantraine, Les Belles Lettres, 1927, 152 p[9],[8].

- Histoire de la succession d’Alexandre : œuvre inspirée par le récit de Hiéronymos de Cardia, connue seulement par un résumé de Photius[10].
- Guerre des Romains et des Parthes, en 17 livres, ouvrage recensé dans la Bibliothèque de Photios (codex 58), mais perdu (aucun fragment).
- Histoire de la Bithynie, sa région natale, des origines à l'annexion par Rome en 75 av. J.-C., en huit livres, ouvrage recensé par Photius (codex 93), et perdu.

### Philosophie
- Entretiens d'Épictète : transcription de l'enseignement oral du maître, organisée à l'origine en huit ou douze livres, dont seulement quatre nous sont parvenus. Il s'agit probablement des notes d'Épictète lui-même, et Arrien n'en est que l'éditeur.
- Manuel (Enchiridion) : cet ouvrage, édité sous le titre de Manuel d'Épictète, est un abrégé pratique des Entretiens, réalisé par Arrien[11].

### Traités
- Traité de tactique : exposé sur les anciennes formations tactiques grecques et macédoniennes (§ 2-32), puis sur les manœuvres de la cavalerie romaine (§ 33-44), l'infanterie romaine ayant fait l'objet d'un autre de ses écrits, perdu.
- Périple du Pont-Euxin (en grec : Περίπλους Εὐξείνου πόντου ; en latin Periplus Ponti Euxini): écrit en 131/132, après la mort de Cotys II du Bosphore, il s'agit d'une description de tout le littoral de la mer Noire (développement à partir d'un rapport d'inspection de la zone littorale ente Trébizonde et Dioscurias, qu'il avait eu à rédiger en tant que gouverneur de Cappadoce)[12]. [lire en ligne (page consultée le 9 août 2023)]
- Cynégétique : bref traité sur la chasse[13], complément à celui de Xénophon.
- Ordre de bataille contre les Alains (en grec : Έκταξις κατ' Αλανών; en latin : Acies contra Alanos): Quand Arrien était gouverneur de Cappadoce, celle-ci était en butte aux attaques de turbulents voisins : les Alains, des barbares. N'étant pas en mesure de les affronter, il écrivit seulement un traité sur la manière dont il s'y prendrait pour les attaquer[14]. Photius signale[Où ?] qu'Arrien avait écrit un ouvrage plus général sur les Alains, dont ce fragment est peut-être extrait.